# Ronald Koeman
Ronald Koeman (Zaandam, 21 maart 1963) is een Nederlandse voetbaltrainer en voormalig profvoetballer. In Nederland werd Koeman vier keer kampioen (met Ajax in 1984/1985 en met PSV in 1986/1987, 1987/1988 en 1988/1989). Hij won onder meer het EK 1988 met het Nederlands voetbalelftal en de Europacup I in zowel 1987/1988 (met PSV) als in 1991/1992 (met FC Barcelona). Hij maakte in 533 competitieduels 193 doelpunten, daarmee is hij de meest scorende verdediger aller tijden.
Ronald Koeman is hoofdtrainer geweest van onder andere Vitesse en van de drie traditionele topclubs Ajax, PSV en Feyenoord in de Nederlandse Eredivisie, Benfica in Portugal, Valencia in de Spaanse Primera Division en Southampton en Everton in de Engelse Premier League. Vanaf het voorjaar van 2018 was hij bondscoach van het Nederlands Elftal. In augustus 2020 werd Koeman aangesteld als hoofdtrainer van FC Barcelona, maar werd op 27 oktober 2021 ontslagen. Na het WK van 2022 volgde Koeman Louis van Gaal op als bondscoach van het Nederlands elftal, waar hij een contract tekende tot en met het WK van 2026.
Koeman is de jongere broer van Erwin Koeman en de zoon van Martin Koeman, die beiden eveneens actief waren als voetballer. Zijn zoon Ronald jr. werd ook profvoetballer. 

## Loopbaan als speler
Koeman groeide, na in Koog aan de Zaan gewoond te hebben, op in Groningen. Hij speelde in zijn jeugd bij GRC Groningen, waarna hij debuteerde in het seizoen 1980/1981 op zeventienjarige leeftijd in het eerste elftal van FC Groningen. Samen met zijn broer Erwin en Jan van Dijk vormde hij het middenveld. Het in 1979/1980 naar de eredivisie gepromoveerde FC Groningen klom op van de vijftiende plaats in de eredivisie in 1980/1981 naar de zevende en de vijfde plaats in 1981/1982 en 1982/1983.

### Ajax

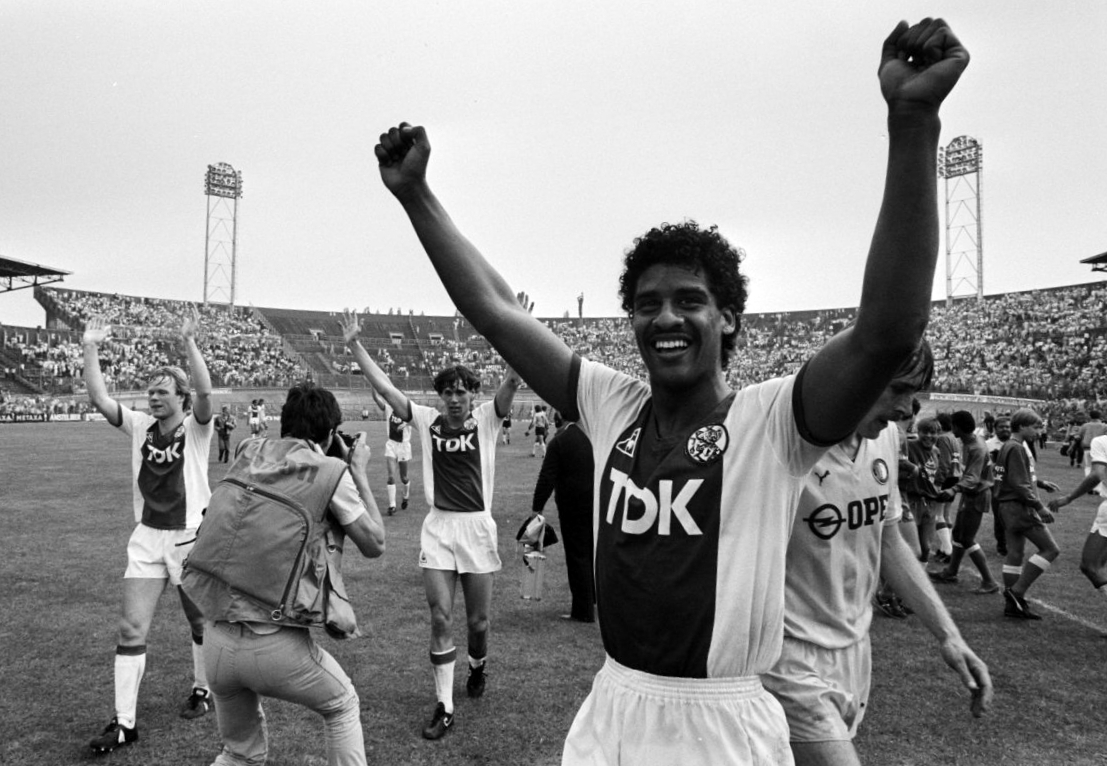
19-5-1985. Ajax-Feyenoord 4-2. Ajax weer stap dichter bij landstitel 1984/85. Ronald Koeman, Marco van Basten en Frank Rijkaard verlaten juichend het veld.

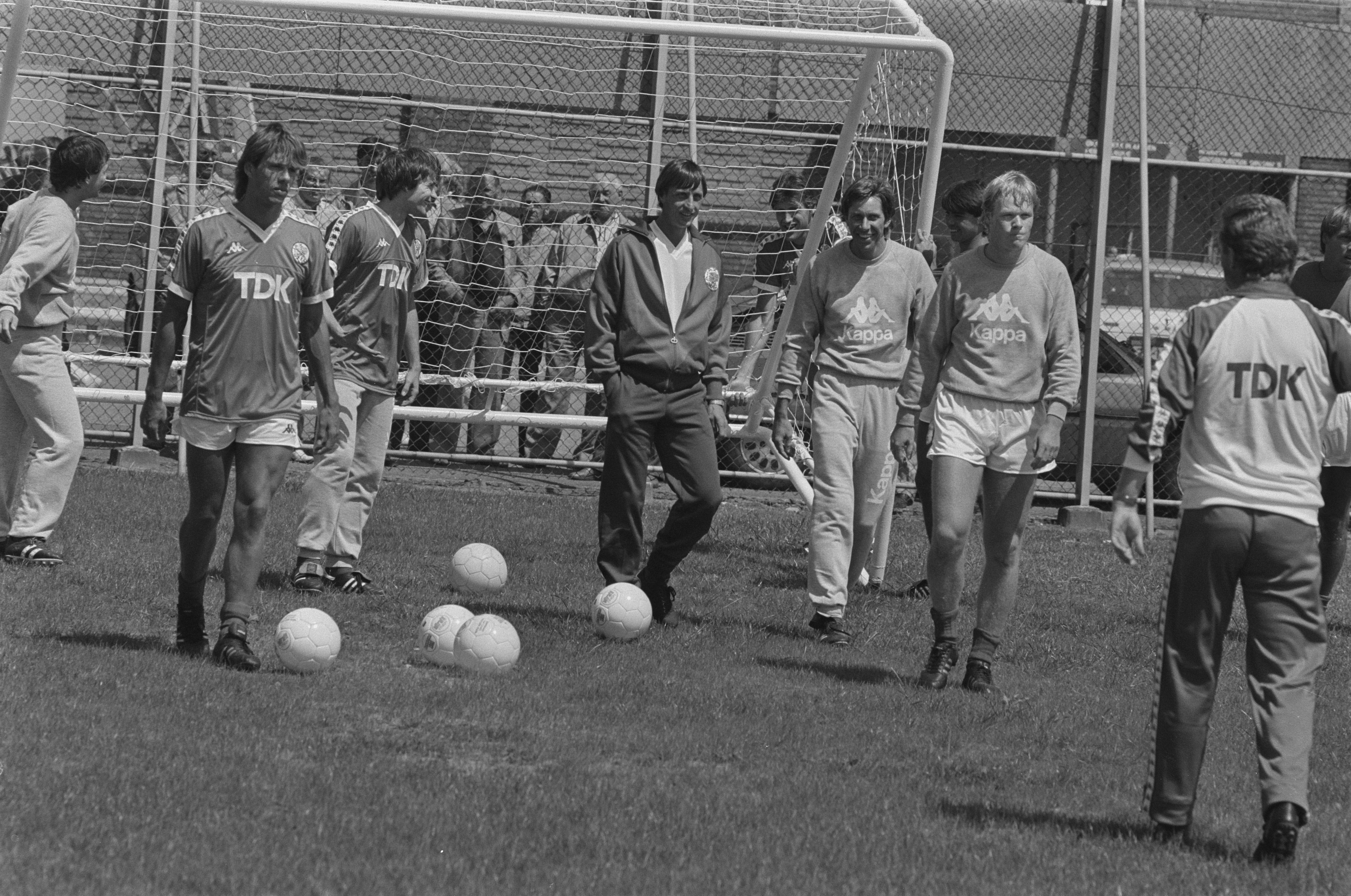
8-7-1985, 1e training Ajax 1985/86. V.l.n.r. Rob de Wit (TDK-shirt), Peter Boeve (TDK-shirt), coach Johan Cruijff, Ronald Spelbos (achter rechter doelpaal), Arnold Mühren, Sonny Silooy, Ronald Koeman, assistent-trainer Tonny Bruins Slot (rug) en John van 't Schip.

Na drie seizoenen FC Groningen vertrok Koeman in 1983 naar Ajax, om samen met Felix Gasselich de naar Feyenoord en Bayern München vertrokken middenvelders Johan Cruijff en Søren Lerby, op te volgen. Ook waren de 36-jarige routiniers Piet Schrijvers en Leo van Veen vertrokken, evenals de 20-jarige centrumspits Wim Kieft, die in het seizoen 1981/82 nog Europees topscorer was geweest. Vele grote aderlatingen voor Ajax dus, half 1983. Het vertrek van Lerby, Kieft, en vooral van prestatieman Cruijff wogen zwaar. Het seizoen 1983-84 was voor Ajax dan ook een grote uitdaging. In het eerste seizoen van Ronald Koeman bij Ajax werd op 18 september 1983 een zeer onverwachte historische 8-2 thuiszege op Feyenoord geboekt. In een interview met radioprogramma Langs de Lijn op die zelfde zondag stelde Rinus Michels, die bij de wedstrijd aanwezig was, dat hij Ronald Koeman die dag de beste speler vond. Koeman was die dag, samen met Marco van Basten en Jesper Olsen de uitblinker in een jong Ajax-team met een gemiddelde leeftijd van 22 jaar en met veel spelers tussen 18 en 22 jaar, namelijk Sonny Silooy, Jan Molby, Frank Rijkaard, Gerald Vanenburg, Marco van Basten en Jesper Olsen. Met Ajax werd Koeman dat seizoen (1983/84) derde met 51 punten en 100 goals vóór en 46 goals tegen (+54), met een achterstand van 6 punten en een achterstand van 11 qua doelsaldo onder kampioen Feyenoord (57 punten, +65 (96-31)), en met een vrijwel gelijk puntental en doelsaldo als PSV, de nummer 2 (52 punten, +56 (88-32)). In zijn tweede seizoen, het 1984/85 seizoen, lukte het Koeman en zijn ploeggenoten, inclusief onder meer aankoop Rob de Wit (die de vertrokken Jesper Olsen verving als linkerspits) en de in het vorige seizoen 1983-84 reeds uit eigen jeugd doorgebroken reserve-centrumspits John Bosman, wel om Nederlands kampioen met Ajax te worden, na vrijwel alle 34 ronden met een kleine voorsprong koploper te zijn geweest. Ajax eindigde als eerste met 54 punten (78 in driepuntensysteem), PSV en Feyenoord als respectievelijk tweede en derde, beide met 48 punten (65). Koeman scoorde op 25 mei 1985 de 2-2 gelijkmaker in de met 2-3 gewonnen kampioenswedstrijd van Ajax uit tegen Roda JC in Kerkrade, Limburg. In het begin van dit seizoen werd ook een 14-0 thuiszege tegen Red Boys Differdange geboekt, de grootste zege van een Nederlandse club in een van de Europacup-toernooien. Koeman scoorde die wedstrijd op 3 oktober 1984 drie keer (de 2-0, de 11-0 en de 12-0) en gaf een assist op de 5-0 van Van Basten. Toch was het een turbulent seizoen geweest voor Ajax, met veel onrust binnen het bestuur, de technische staf, en vooral de spelersgroep. In het hierop volgende seizoen 1985/86 moest Ajax de titel, ondanks een extreem hoog doelsaldo (+85, 120 voor en 35 tegen, bijna een evenaring van het toenmalige record van 1966-67), echter weer afstaan, ditmaal aan PSV. Ajax eindigde als 2de, maar won wel de KNVB beker.

### PSV
In de zomer van 1986 vertrok de 23-jarige Koeman samen met Gerald Vanenburg van Ajax naar PSV. De redenen hiertoe waren een conflict over de werkwijze van trainer Johan Cruijff en een beledigend contractvoorstel van Ajax. Bij PSV kwam hij in een team te spelen met spelers als Ruud Gullit, Willy van de Kerkhof, Eric Gerets, ex-Ajacied Frank Arnesen en René van der Gijp. Op 16 augustus 1986 maakte Koeman tegen Sparta Rotterdam zijn officiële debuut voor PSV. Precies een week later op 23 augustus maakte hij zijn eerste doelpunt voor de Eindhovenaren tegen Go Ahead Eagles. Onder toenmalig trainer Guus Hiddink veranderde Koeman van een middenvelder naar een offensieve (en veel scorende) Libero. Op 15 november 1986 maakte Koeman zijn eerste hattrick voor PSV in een met 6-1 gewonnen bekerduel tegen RKC Waalwijk. In zijn eerste seizoen in Eindhoven pakte hij de titel en scoorde de verdediger 16 doelpunten. Ondanks dat in de zomer van 1987 topspelers als Ruud Gullit en René van der Gijp vertrokken sprak Koeman zijn ambitie voor Europese successen uit. ”PSV kan wel degelijk de Europese top halen. De Voorwaarde is wel dat het geld voor Gullit verstandig wordt besteed. De nieuwe spelers moeten een aanvulling vormen op de kwaliteiten van de overblijvers.” Deze voorwaarde werd gelicht en PSV versterkte de selectie Wim Kieft en Søren Lerby. Koeman begon het 1987/88 seizoen goed met een treffer in de met 6-1 gewonnen openingswedstrijd tegen FC Den Bosch. Een week later scoorde hij weer in de wedstrijd tegen FC Utrecht. Deze eindigde in 9-0 en is tot op de dag van vandaag de grootste nederlaag van FC Utrecht in de Eredivisie. Koeman won met PSV in de eerste seizoenshelft van het 87/88 seizoen alle 17 wedstrijden, iets wat geen enkele Eredivisieploeg tot dan toe gelukt was. Hij eindigde het seizoen met 21 doelpunten, de KNVB Beker en de landstitel. Ook haalde hij de finale van de Europacup I dat seizoen door van Rapid Wien, Bordeaux en Real Madrid te winnen. In de finale tegen Benfica scoorde Koeman na 120 minuten de eerste penalty in de penaltyserie die met 6-5 gewonnen werd en mocht hij zijn eerste Europa Cup in de lucht houden.
Het 1988/89 seizoen begon sterk en na 10 speelrondes stond PSV op de eerste plek. In de eerste Europacup I wedstrijd van het seizoen was Koeman gelijk goed voor twee treffers in de 5-0 overwinning tegen FC Porto. PSV kon de successen van het seizoen daarvoor echter niet overtreffen en stranden in de kwartfinale tegen Real Madrid. Op 11 december 1988 speelde Koeman met PSV de finale voor de Wereldbeker tegen Club Nacional. In de 110 minuut scoorde Koeman de 1-2 maar ze wisten deze voorsprong niet vast te houden. Na een zeer spannende penaltyreeks die eindigde in 9-8 verloor PSV de finale. Wel won hij met zijn teamgenoten voor het tweede jaar op een rij de Dubbel. Het was de derde opeenvolgende landstitel voor Koeman en de vierde voor PSV. Hij eindigde het 1988/89 seizoen met 14 doelpunten en 10 assists uit 32 wedstrijden. Zijn goede spel zorgde ervoor dat FC Barcelona de toen 26-jarige verdediger voor een bedrag van 12,5 miljoen gulden overnam van PSV.

### Barcelona
In de periode van 1989 tot 1995 speelde hij 264 wedstrijden en scoorde hij 88 doelpunten voor de club. Koeman maakte deel uit van het zogenaamde Dream Team onder leiding van oude bekende Johan Cruijff. Op 20 mei 1992 maakte hij in de finale van Europacup I tegen Sampdoria in de 112de minuut uit een vrije trap het enige doelpunt. Hij beëindigde zijn spelersloopbaan bij Feyenoord, waarvoor hij van 1995 tot 1997 79 wedstrijden speelde en 23 doelpunten maakte. In totaal speelde hij 533 competitieduels, waarin hij 193 doelpunten maakte.
Koeman stond als voetballer bekend om zijn harde vrije trap, de strafschop en de lange pass. Hij won als eerste Nederlander als speler én als trainer de Dubbel (Met PSV in 1987/1988 en 1988/1989 en als trainer met Ajax in 2001/2002). Hij is de enige die zowel als speler en als trainer actief was bij de traditionele top 3 (Ajax, PSV en Feyenoord).

### Nederlands elftal
Koeman debuteerde net als zijn broer Erwin en Wim Hofkens op 27 april 1983 in het Nederlands elftal, tijdens een met 0-3 verloren oefeninterland thuis tegen Zweden. Daarmee werden Erwin en Ronald de derde en vierde Oranje-international in de geschiedenis wiens vader ook in het Nederlands elftal speelde. Koeman speelde 78 interlands voor Oranje, waarin hij veertien maal scoorde. Hij maakte deel uit van het team dat in 1988 Europees kampioen werd. Na de 2-1-overwinning in de halve finale tegen West-Duitsland had de 25-jarige Koeman zijn billen afgeveegd met het shirt van zijn tegenstander Olaf Thon, wat vooral in Duitsland tot een schandaal leidde. Enkele dagen later zei Koeman er geen spijt van te hebben.

### Clubstatistieken

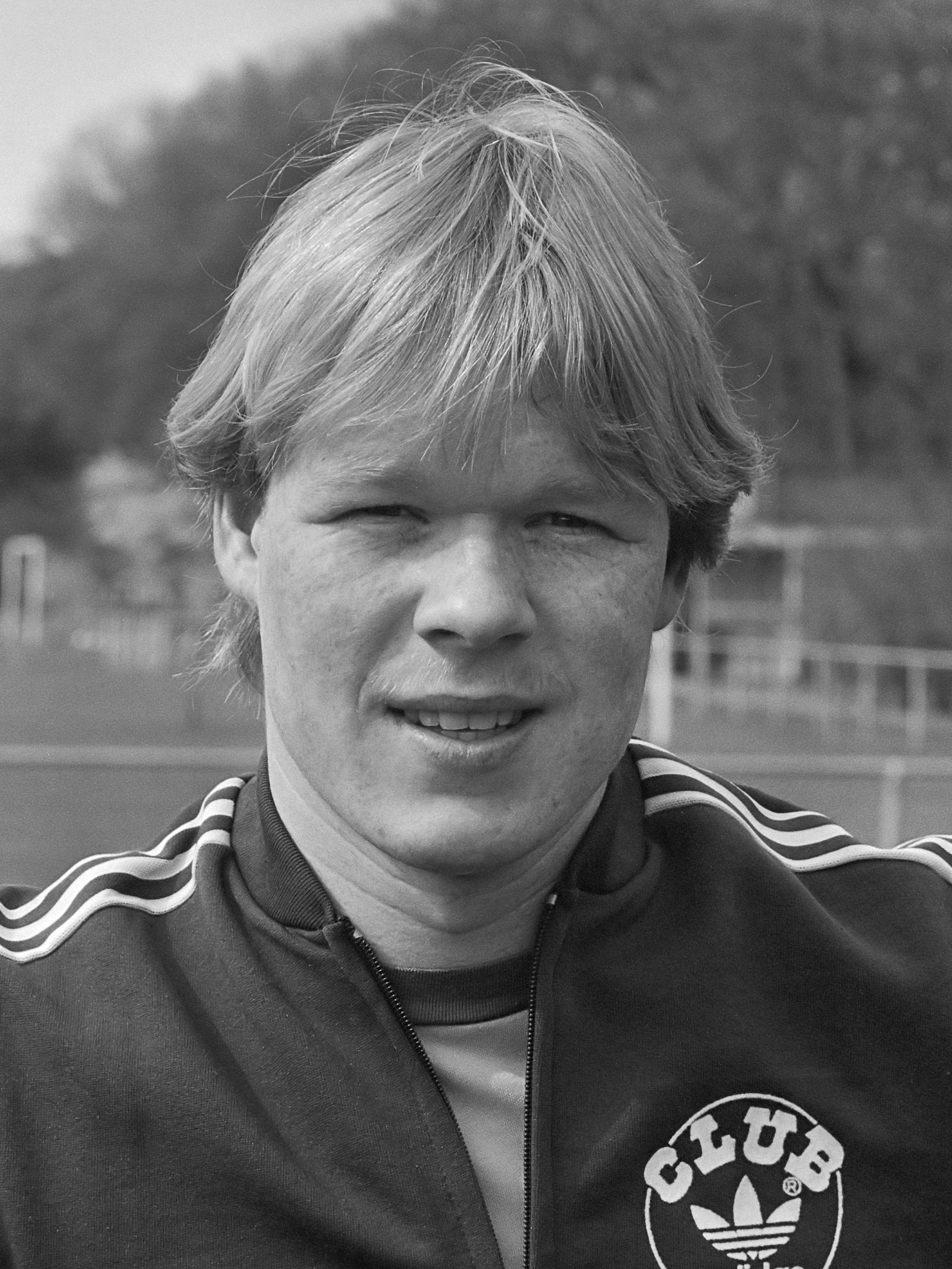
Ronald Koeman (april 1983, KNVB Zeist, Oranje)

| Clubprestaties   | Clubprestaties   | Clubprestaties   | Competitie | Competitie | Beker        | Beker        | Super Cup | Super Cup | Continentaal | Continentaal | Overig | Overig | Totaal | Totaal |
| Seizoen          | Club             | Divisie          | Wed.       | Goal       | Wed.         | Goal         | Wed.      | Goal      | Wed.         | Goal         | Wed.   | Goal   | Wed.   | Goal   |
| Nederland        | Nederland        | Nederland        | Competitie | Competitie | KNVB beker   | KNVB beker   | Super Cup | Super Cup | Europa       | Europa       | Overig | Overig | Totaal | Totaal |
| ---------------- | ---------------- | ---------------- | ---------- | ---------- | ------------ | ------------ | --------- | --------- | ------------ | ------------ | ------ | ------ | ------ | ------ |
| 1980/81          | FC Groningen     | Eredivisie       | 24         | 4          | 3            | 2            | –         | –         | –            | –            | –      | –      | 27     | 6      |
| 1981/82          | FC Groningen     | Eredivisie       | 32         | 15         | 1            | 0            | –         | –         | –            | –            | –      | –      | 33     | 15     |
| 1982/83          | FC Groningen     | Eredivisie       | 33         | 14         | 4            | 0            | –         | –         | –            | –            | –      | –      | 37     | 14     |
| Club totaal      | Club totaal      | Club totaal      | 89         | 33         | 8            | 2            | 0         | 0         | 0            | 0            | 0      | 0      | 97     | 35     |
| 1983/84          | Ajax             | Eredivisie       | 32         | 7          | 4            | 2            | –         | –         | 2            | 0            | –      | –      | 38     | 9      |
| 1984/85          | Ajax             | Eredivisie       | 30         | 9          | 2            | 1            | –         | –         | 4            | 3            | –      | –      | 36     | 13     |
| 1985/86          | Ajax             | Eredivisie       | 32         | 7          | 6            | 2            | –         | –         | 2            | 0            | –      | –      | 40     | 9      |
| Club totaal      | Club totaal      | Club totaal      | 94         | 23         | 12           | 5            | 0         | 0         | 8            | 3            | 0      | 0      | 114    | 31     |
| 1986/87          | PSV              | Eredivisie       | 34         | 16         | 3            | 3            | –         | –         | 2            | 0            | –      | –      | 39     | 19     |
| 1987/88          | PSV              | Eredivisie       | 32         | 21         | 6            | 4            | –         | –         | 8            | 1            | –      | –      | 46     | 26     |
| 1988/89          | PSV              | Eredivisie       | 32         | 14         | 6            | 1            | –         | –         | 4            | 2            | 3      | 1      | 45     | 18     |
| Club totaal      | Club totaal      | Club totaal      | 98         | 51         | 15           | 8            | 0         | 0         | 14           | 3            | 3      | 1      | 130    | 63     |
| Spanje           | Spanje           | Spanje           | Competitie | Competitie | Copa del Rey | Copa del Rey | Supercopa | Supercopa | Europa       | Europa       | Overig | Overig | Totaal | Totaal |
| 1989/90          | FC Barcelona     | Primera División | 36         | 14         | 7            | 4            | –         | –         | 4            | 1            | 1      | 0      | 48     | 19     |
| 1990/91          | FC Barcelona     | Primera División | 21         | 6          | 4            | 2            | 0         | 0         | 7            | 4            | –      | –      | 32     | 12     |
| 1991/92          | FC Barcelona     | Primera División | 35         | 16         | 2            | 0            | 1         | 0         | 11           | 1            | –      | –      | 49     | 17     |
| 1992/93          | FC Barcelona     | Primera División | 33         | 11         | 3            | 0            | 1         | 0         | 3            | 0            | 3      | 0      | 43     | 11     |
| 1993/94          | FC Barcelona     | Primera División | 35         | 11         | 2            | 0            | 1         | 0         | 12           | 8            | –      | –      | 50     | 19     |
| 1994/95          | FC Barcelona     | Primera División | 32         | 9          | 1            | 0            | 1         | 0         | 8            | 1            | –      | –      | 42     | 10     |
| Club totaal      | Club totaal      | Club totaal      | 192        | 67         | 19           | 6            | 4         | 0         | 45           | 15           | 4      | 0      | 264    | 88     |
| Nederland        | Nederland        | Nederland        | Competitie | Competitie | KNVB beker   | KNVB beker   | Super Cup | Super Cup | Europa       | Europa       | Overig | Overig | Totaal | Totaal |
| 1995/96          | Feyenoord        | Eredivisie       | 31         | 10         | 3            | 1            | 1         | 0         | 7            | 3            | –      | –      | 42     | 14     |
| 1996/97          | Feyenoord        | Eredivisie       | 30         | 9          | 2            | 0            | –         | –         | 5            | 0            | –      | –      | 37     | 9      |
| Club totaal      | Club totaal      | Club totaal      | 61         | 19         | 5            | 1            | 1         | 0         | 12           | 3            | 0      | 0      | 79     | 23     |
| Nederland totaal | Nederland totaal | Nederland totaal | 342        | 126        | 40           | 16           | 1         | 0         | 34           | 9            | 3      | 1      | 420    | 152    |
| Spanje totaal    | Spanje totaal    | Spanje totaal    | 192        | 67         | 19           | 6            | 4         | 0         | 45           | 15           | 4      | 0      | 264    | 88     |
| Carrière totaal  | Carrière totaal  | Carrière totaal  | 534        | 193        | 59           | 22           | 5         | 0         | 79           | 24           | 7      | 1      | 684    | 240    |

Bron: Bert Nederlof (2013).
| Nederlands elftal | Nederlands elftal | Nederlands elftal |
| Jaar              | Wed.              | Goal              |
| ----------------- | ----------------- | ----------------- |
| 1983              | 6                 | 1                 |
| 1984              | 1                 | 0                 |
| 1985              | 1                 | 0                 |
| 1986              | 6                 | 0                 |
| 1987              | 7                 | 2                 |
| 1988              | 10                | 1                 |
| 1989              | 8                 | 3                 |
| 1990              | 9                 | 3                 |
| 1991              | 4                 | 0                 |
| 1992              | 12                | 0                 |
| 1993              | 5                 | 2                 |
| 1994              | 9                 | 2                 |
| Total             | 78                | 14                |

| Doelpunten in Oranje | Doelpunten in Oranje | Doelpunten in Oranje                      | Doelpunten in Oranje | Doelpunten in Oranje | Doelpunten in Oranje | Doelpunten in Oranje         |
| Nr.                  | Datum                | Plaats van handeling                      | Tegenstander         | Score                | Uitslag              | Competitie                   |
| -------------------- | -------------------- | ----------------------------------------- | -------------------- | -------------------- | -------------------- | ---------------------------- |
| 1                    | 7 september 1983     | Oosterpark Stadion, Groningen, Nederland  | IJsland              | 1–0                  | 3–0                  | kwalificatie EK 1984         |
| 2                    | 9 december 1987      | Stadion De Meer, Amsterdam, Nederland     | Cyprus               | 3–0                  | 4–0                  | kwalificatie EK 1988         |
| 3                    | 16 december 1987     | Diagoras Stadion, Rodos, Griekenland      | Griekenland          | 0–1                  | 0–3                  | kwalificatie EK 1988         |
| 4                    | 21 juni 1988         | Volksparkstadion, Hamburg, West-Duitsland | West-Duitsland       | 1–1                  | 1–2                  | EK1988                       |
| 5                    | 22 maart 1989        | Philips Stadion, Eindhoven, Nederland     | Sovjet-Unie          | 2–0                  | 2–0                  | vriendschappelijke wedstrijd |
| 6                    | 6 september 1989     | Olympisch Stadion, Amsterdam, Nederland   | Denemarken           | 1–0                  | 2–2                  | vriendschappelijke wedstrijd |
| 7                    | 15 november 1989     | Stadion Feijenoord, Rotterdam, Nederland  | Finland              | 3–0                  | 3–0                  | kwalificatie WK 1990         |
| 8                    | 28 maart 1990        | NSK Olimpiejsky, Kiev, Oekraïne           | Sovjet-Unie          | 1–1                  | 2–1                  | vriendschappelijke wedstrijd |
| 9                    | 30 mei 1990          | Praterstadion, Wenen, Oostenrijk          | Oostenrijk           | 3–1                  | 3–2                  | vriendschappelijke wedstrijd |
| 10                   | 24 juni 1990         | San Siro, Milaan, Italië                  | West-Duitsland       | 2–1                  | 2–1                  | WK 1990                      |
| 11                   | 22 september 1993    | Stadio Renato Dall'Ara, Bologna, Italië   | San Marino           | 0–7                  | 0–7                  | kwalificatie WK 1994         |
| 12                   | 13 oktober 1993      | Stadion Feijenoord, Rotterdam, Nederland  | Engeland             | 1–0                  | 2–0                  | kwalificatie WK 1994         |
| 13                   | 19 januari 1994      | Stade Olympique El Menzah, Tunis, Tunesië | Tunesië              | 2–2                  | 2–2                  | vriendschappelijke wedstrijd |
| 14                   | 1 juni 1994          | Philips Stadion, Eindhoven, Nederland     | Hongarije            | 3–1                  | 7–1                  | vriendschappelijke wedstrijd |

### Erelijst als speler
Ajax
- Eredivisie: 1984/85
- KNVB beker: 1985/86

 PSV
- Europacup I: 1987/88
- Eredivisie: 1986/87, 1987/88, 1988/89
- KNVB beker: 1987/88, 1988/89

 FC Barcelona
- Europacup I: 1991/92
- Europese Supercup: 1992
- Primera División: 1990/91, 1991/92, 1992/93, 1993/94
- Copa del Rey: 1989/90
- Supercopa de España: 1991, 1992, 1994

 Nederland
- UEFA EK: 1988

Individueel als speler
- Nederlands voetballer van het jaar: 1987, 1988
- UEFA Europees Kampioenschap Team van het Toernooi: 1988
- UEFA Champions League topscorer: 1993/94
- UEFA Golden Jubilee Poll: #26

## Loopbaan als trainer

### Start van zijn trainerscarrière
Kort na zijn afscheid als voetballer begon Koeman zijn loopbaan als trainer: in het seizoen 1997/1998 was hij assistent van Guus Hiddink bij het Nederlands elftal. Op het wereldkampioenschap in Frankrijk eindigde Oranje op de vierde plaats. Vervolgens vertrok Koeman naar zijn oude club Barcelona, waar hij als assistent van Louis van Gaal fungeerde. Hij won met de Catalaanse club eenmaal de landstitel. Koeman was van 1999 tot 2000 trainer van Barça B.

### Vitesse
In november 1999 nam Karel Aalbers, de voorzitter van Vitesse, contact op met Koeman of hij hoofdtrainer wilde worden van de Arnhemse club. De club had zich die maand ontdaan van Herbert Neumann en interim-trainer Edward Sturing bezat niet de juiste diploma's. Op 29 november tekende hij een contract dat hem voor 2,5 jaar zou binden aan de club. In zijn eerste seizoen wist Koeman Vitesse naar de vierde plaats te loodsen. Bij de club werd Aalbers echter ontslagen wegens vermoedelijke fraude, waarna de club in financieel zwaar weer kwam. Dit had duidelijk zijn weerslag in Koemans tweede seizoen bij Vitesse, waarin de ploeg op de zesde plaats eindigde.
Toen Co Adriaanse in december 2001 werd ontslagen bij Ajax, meldde de club zich bij Vitesse om te mogen onderhandelen met Koeman. Binnen 24 uur bereikten Ajax en Vitesse overeenstemming over de afkoop van het contract en was de overgang beklonken. Hij werd bij Vitesse opgevolgd door zijn assistent Edward Sturing, die toen al zijn diploma's behaald had.

### Ajax
Ajax stelde Koeman begin december 2001 aan als trainer. Met een team bestaande uit onder andere Zlatan Ibrahimović, Rafael van der Vaart, Ahmed Hossam, Hatem Trabelsi en Maxwell werd Koeman Nederlands landskampioen: zijn eerste prijs als trainer. In datzelfde seizoen veroverde Ajax de beker.
Het seizoen 2002/2003 begon positief. De winnaar van de dubbel versloeg PSV in de strijd om de Johan Cruijffschaal. Verdere prijzen wist de Amsterdamse ploeg echter niet te veroveren. Wel reikte Ajax tot de kwartfinale van de Champions League, waar het van de uiteindelijke winnaar AC Milan verloor in de blessuretijd. In 2002/2003 draaide Ajax een zeer goed seizoen in de eredivisie, maar PSV was net iets beter, met 84 punten en een doelsaldo van 67 met 87 doelpunten voor en 20 doelpunten tegen, Ajax finishte als 2de met 83 punten en een doelsaldo van 64 met 96 doelpunten voor en 32 doelpunten tegen. In 2003-2004 won Koeman zijn tweede landstitel met Ajax. Desondanks ontstonden er langzamerhand problemen binnen de Amsterdamse club. Koeman had meerdere malen onenigheid met technisch directeur Van Gaal, wat leidde tot het vertrek van laatstgenoemde. Ook in de spelersgroep ontstond wrevel, zowel onderling als met de trainer. Nadat Ajax door Auxerre werd uitgeschakeld in de UEFA Cup bereikte de kritiek op Koeman een hoogtepunt, waarop de oefenmeester eind februari 2005 ontslag nam.

### Benfica
In Portugees landskampioen Benfica kende Koeman een nieuwe werkgever voor het seizoen 2005-2006. In Koemans eerste officiële duel won Benfica de Portugese Supercup. Vervolgens maakte de club uit Lissabon met name indruk in de Champions League. Benfica schakelde in de groepsfase Manchester United uit, waar concurrent FC Porto Europees werd uitgeschakeld. Vervolgens klopte Benfica titelverdediger Liverpool in de achtste finales. In de kwartfinale hielden de Portugezen latere winnaar Barcelona aanvankelijk op 0-0, tijdens de return in Camp Nou bleken de Catalanen toch te sterk. In eigen land moest Benfica echter zowel de landstitel als de beker aan het FC Porto van Co Adriaanse laten. Benfica werd derde. In mei 2006 vertrok Koeman naar PSV, als opvolger van Guus Hiddink.

### PSV
Koeman begon slecht bij PSV. Hij verloor de strijd om de Johan Cruijff Schaal, maar tijdens de winterstop stond PSV op de ranglijst wel op de eerste plaats, met een grote voorsprong op de concurrentie. Ook overwintering in de Champions League was na vier wedstrijden zeker. Hoewel Koeman aangaf weinig problemen te zien voor de tweede helft van het seizoen, belandden de Eindhovenaren in een neerwaartse spiraal. In de Eredivisie werd met regelmaat punten verspeeld, waardoor de concurrentie kon naderen. PSV schakelde in de achtste finales van de Champions League Arsenal nog uit, maar de kwartfinale tegen Liverpool bleek het eindstation.
Door de slechte tweede seizoenshelft kwam Koeman onder vuur te liggen. Zelfs Frits Schuitema, president-commissaris bij PSV, twijfelde openlijk aan de positie van Koeman. Op de laatste speeldag van de competitie ging PSV met het slechtste uitgangspunt van drie kanshebbers toch nog voor de titel. Door falen van AZ tegen Excelsior en een beter resultaat dan Ajax sleepte PSV met één doelpunt verschil alsnog de eerder zeker lijkende titel definitief binnen. Hierdoor verstomde de kritiek op Koeman en begon hij ook het seizoen 2007-2008 als trainer van PSV.

### Valencia
Eind oktober 2007 werd Koeman benaderd door de Spaanse club Valencia om per direct de ontslagen Quique Sánchez Flores op te volgen. Hij accepteerde deze baan. Hij liet PSV achter als koploper in de competitie en meldde dat "er nog grotere clubs dan Valencia" in Spanje zijn.
De tijd bij Valencia was weinig succesvol. Onder zijn leiding werd de ploeg vierde in haar Champions League-poule en Valencia mocht daardoor na de winter niet verder in de UEFA Cup. Tot aan de winterstop behaalde Koeman in de competitie één overwinning en scoorde zijn ploeg in totaal in twee wedstrijden. Na een 0-3 nederlaag tegen het Barcelona van Frank Rijkaard verschenen de eerste witte zakdoeken (oproep tot het vertrek van Koeman) op de tribunes. Ook maakte Koeman na enkele weken de controversiële beslissing clubiconen Cañizares, Albelda en Angulo definitief uit de selectie te verwijderen. Daarna benaderde hij Carlos Salcido van PSV zonder PSV hierover in te lichten en trok hij Hedwiges Maduro aan van Ajax. Vervolgens liet Koeman een muur bouwen rond het trainingscomplex van Valencia.
Op 12 maart 2008 trad de voorzitter van Valencia, Juan Soler, terug vanwege gezondheidsproblemen en kwam de positie van Koeman verder onder druk te staan. Vicevoorzitter Agustin Morera nam de functie van Soler over. Na het 2-1-verlies van Valencia in de thuiswedstrijd tegen Sevilla op 15 maart 2008 lekte uit dat Valencia aanhikte tegen de afkoopsom die Koeman had bedongen bij een eventueel ontslag: zes miljoen euro. Op 21 april 2008 werd bekend dat Koeman was ontslagen, na nog geen half seizoen trainer te zijn geweest bij Valencia CF. Overigens won Koeman met Valencia nog wel de Spaanse beker.

### AZ
Op 17 mei 2009 werd bekendgemaakt dat Koeman een tweejarig contract heeft getekend bij de toenmalig Nederlandse kampioen AZ. Hij volgde hier Louis van Gaal op, die met AZ winnaar werd van de Eredivisie 2008/2009 en naar Bayern München vertrok.
Koeman kwam binnen in een roerige tijd voor AZ. De club verwachtte van de nieuwe trainer dat hij de uitzonderlijke resultaten van Van Gaal in het seizoen 2008-2009 zou voortzetten. Daarnaast lag voorzitter Dirk Scheringa zwaar onder vuur, vanwege het DSB-schandaal, waarna hij op 29 oktober 2009, na 16 jaar, gedwongen was om af te treden. Ook zijn vrouw Baukje, die een bestuursfunctie bij de club bekleedde, trad terug. Met Scheringa verloor AZ niet alleen haar voorzitter, maar ook haar belangrijkste geldschieter. Koeman zelf kon ook slecht aarden bij de club uit Alkmaar, die hij later als koud zou omschrijven. Hij laakte verder de afstand die gecreëerd was tussen het management en de hoofdtrainer enerzijds en de rest van de technische staf anderzijds.
Ook sportief gezien lukte het Koeman niet aan de verwachtingen te voldoen. Hoewel hij aan het begin het seizoen de Johan Cruijff Schaal wist te veroveren ten koste van sc Heerenveen, ging het er in de competitie minder goed aan toe. Zo ging de ploeg direct in de eerste wedstrijd onderuit tegen Heracles Almelo, waarbij zowel Gill Swerts als Graziano Pellè in de slotfase rood kregen en lang geschorst werden. Hierna leek AZ zich te herpakken, waardoor ze na de vierde ronde zowaar weer de eerste plaats bezette, maar in september werd er achtereenvolgens van ADO Den Haag, N.E.C. en FC Utrecht verloren. Ook in de Champions League wist AZ, ondanks een gunstige pouleloting met Olympiakos Piraeus, Standard Luik en Arsenal geen potten te breken.
Op 25 oktober leed de ploeg, na een prima eerste helft, een pijnlijke 2-4 nederlaag in eigen huis tegen Ajax. De volgende thuiswedstrijd werd gelijkgespeeld tegen Feyenoord. Op 4 december ging de ploeg thuis wederom onderuit, ditmaal tegen Vitesse. Na afloop verzuchtte Koeman: "We zijn weer terug bij af." Op 5 december 2009 werd Ronald Koeman met onmiddellijke ingang ontslagen bij AZ. Het bestuur en de directie gaven aan op sportieve gronden geen basis meer voor verdere samenwerking te zien. AZ stond op dat moment op de zesde plaats. Hij werd opgevolgd door Dick Advocaat. AZ eindigde in 2009/2010 als vijfde in de eredivisie, met 1 punt minder en een beter doelsaldo dan de nummer 4, Feyenoord.
In 2010 werd hij genoemd als de nieuwe coach van Celtic en Aston Villa, maar beide clubs zagen toch af van zijn diensten.

### Feyenoord

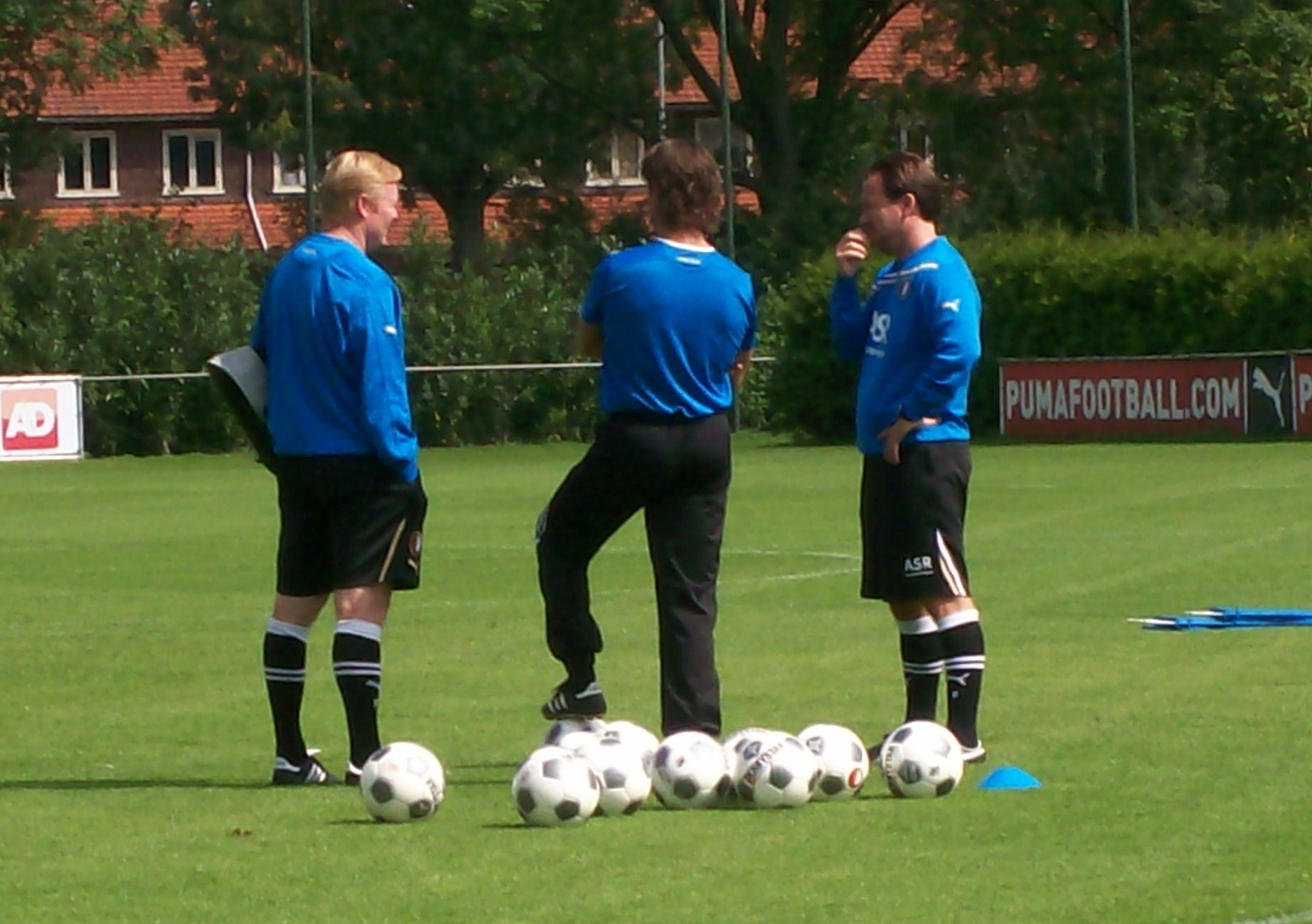
Koeman (links) met assistenten Patrick Lodewijks en Jean-Paul van Gastel op een training van Feyenoord

Koeman volgde op maandag 25 juli 2011 de opgestapte Mario Been op als trainer van Feyenoord. Hij tekende voor één jaar. Koeman werd hiermee de eerste persoon ooit die én als speler én als trainer werkzaam was voor alle drie de clubs uit de klassieke Nederlandse top drie: Ajax, PSV en Feyenoord. Bovendien heeft hij dit als trainer in exact dezelfde volgorde voltooid. Hij treedt bij Feyenoord in de voetsporen van zijn broer Erwin, die tussen 2005 en 2007 hoofdtrainer bij Feyenoord was. Koeman kreeg oud-spelers Jean-Paul van Gastel, Giovanni van Bronckhorst en Patrick Lodewijks als assistenten.
De eerste wedstrijd voor Koeman was een uitwedstrijd tegen stadsgenoot Excelsior. Feyenoord won die wedstrijd met 0-2 door een eigen doelpunt van Excelsior speler Leen van Steensel en een doelpunt van Feyenoorder Guyon Fernandez. Koemans eerste wedstrijd in De Kuip was tegen Roda JC Kerkrade. Ook deze wedstrijd wisten de mannen van Koeman te winnen. Het werd 3-0 door twee doelpunten van Jerson Cabral en eentje van Leroy Fer.
Onder Ronald Koeman begon Feyenoord weer te draaien. Na een mindere periode tegen AZ (1-2), ADO (0-3), Groningen (0-6) en NEC (0-1) in de eerste seizoenshelft opende Feyenoord een succesvolle opmars vanaf de achtste plaats. Er werd nog maar twee keer verloren (VVV 2-1 en PSV 3-2). Voor de rest werd er gewonnen van PSV (2-0) en FC Twente werd zelfs twee keer verslagen (3-2 en 0-2). Op 29 januari 2012 werd de klassieker tegen Ajax voor het eerst sinds de Eredivisie 2005/06 weer gewonnen, mede door een hattrick van John Guidetti. De laatste vijf wedstrijden van het seizoen werden allemaal gewonnen, waardoor Feyenoord na een 2-3 uitzege bij SC Heerenveen op 6 mei 2012 feest kon vieren. Voor het eerst in 11 jaar eindigde Feyenoord weer op de tweede plaats en werden de voorrondes van de Champions League gehaald. Koeman tekende in de winterstop van dat seizoen voor één seizoen bij.
Eind 2013 werd Koeman door de KNVB gevraagd om tussen 2014 en 2016 assistent-bondscoach te worden onder Guus Hiddink, om daarna zelf door te schuiven tot bondscoach. Koeman weigerde dit, waarna Danny Blind de functie ging vervullen. Op 1 februari 2014 maakte Koeman bekend na het seizoen 2013/14 weg te gaan bij Feyenoord. Hij werd opgevolgd door Fred Rutten.

### Southampton

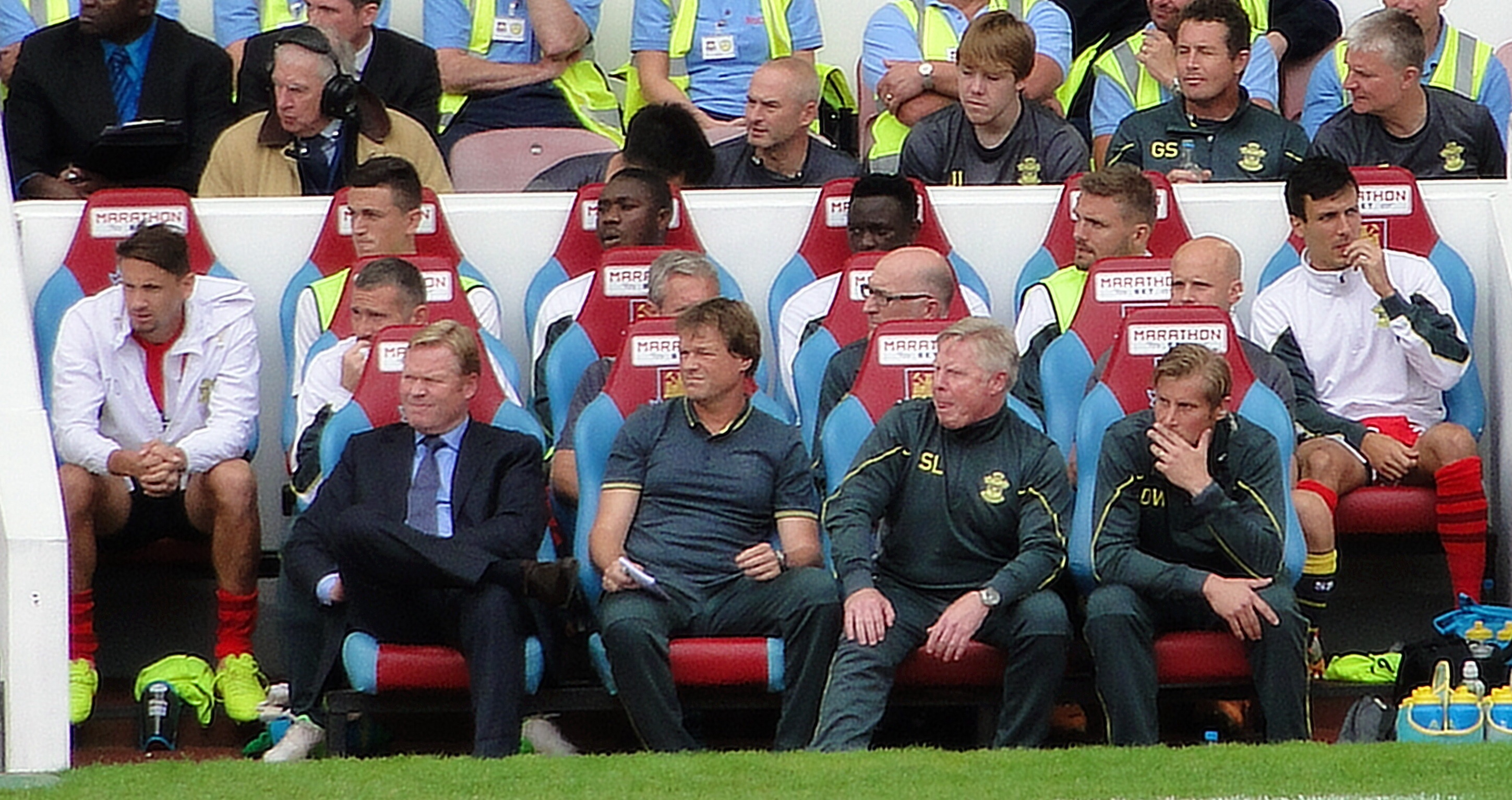
Ronald Koeman, met broer Erwin, als coach van Southampton

Op 16 juni 2014 werd bekend dat Koeman met ingang van seizoen 2014-2015 trainer werd van Southampton FC. Hij tekende een driejarig contract. Zijn broer Erwin Koeman werd zijn assistent. Koeman nam aanvaller Graziano Pellè mee van Feyenoord en trok daarnaast Dušan Tadić (FC Twente) aan. Na een nederlaag tegen Liverpool FC (1-2) en een gelijkspel tegen West Bromwich Albion (0-0) behaalde Koeman op zaterdag 30 augustus zijn eerste competitiezege: West Ham United werd op eigen veld met 3-1 verslagen door treffers van Morgan Schneiderlin (2) en Pellè. Koeman kreeg in september 2014 de prijs voor manager van de maand in de Engelse Premier League. Op zaterdag 18 oktober zag hij zijn Southampton met 8-0 van Sunderland winnen, met onder meer twee doelpunten van Graziano Pellè en een doelpunt en vier assists van Dušan Tadić. In het seizoen 2014/15 dwong Koeman met Southampton plaatsing af voor de voorronde van de Europa League. Hij werd aan het einde van het seizoen genomineerd voor de titel 'Manager van het Jaar' in de Premier League, maar moest die eer laten aan de Portugees José Mourinho, die Chelsea naar de landstitel leidde. De andere genomineerden waren Arsène Wenger (Arsenal), Garry Monk (Swansea City) en Nigel Pearson (Leicester City). Op 30 juli 2015 speelde Southampton een wedstrijd in de derde voorronde van de Europa League thuis tegen Koeman's oude club Vitesse (3-0). Een week later werd de return in de GelreDome met 2–0 gewonnen. Op 20 augustus speelde Southampton gelijk in de thuiswedstrijd tegen FC Midtjylland met 1–1 en een week later verloor Koeman met 1–0, waardoor Southampton uitgeschakeld was in de Europa League. Koeman plaatste zich in het seizoen 2015/16 opnieuw voor Europees voetbal met Southampton. Zijn ploeg haalde dat jaar 63 punten in de Premier League, een clubrecord.

### Everton
Koeman werd op 14 juni 2016 aangesteld als trainer van Everton. Hij volgde in deze hoedanigheid Roberto Martínez op. Koeman tekende een contract voor drie seizoenen. Hij zat op zaterdag 13 augustus 2016 voor het eerst op de bank, tijdens een wedstrijd in de Premier League tegen Tottenham Hotspur (1–1). Koeman werd op 23 oktober 2017 ontslagen door de club.

### Nederlands elftal
Koeman werd op 6 februari 2018 aangesteld als bondscoach van Nederland als opvolger van Dick Advocaat. Hij tekende een contract tot en met het WK van 2022. Bij zijn komst verhuisde het Nederlands elftal van Huis ter Duin naar de KNVB Campus in Zeist. Virgil van Dijk werd zijn nieuwe aanvoerder nadat Arjen Robben en Wesley Sneijder een punt achter hun interlandcarrière hadden gezet. Koeman verloor zijn eerste wedstrijd met het Nederlands elftal tegen Engeland. De eerste winst was drie dagen later tegen Portugal waar 3-0 de eindstand was. Vervolgens werd tegen Slowakije en Italië 1-1 gespeeld. Vlak voor het debuut van het Nederlands elftal in de Nations League werd in een afscheidswedstrijd van Wesley Sneijder met 2-1 gewonnen van Peru.

In het nieuwe toernooi de Nations League verloor Nederland eerst met 2-1 van Frankrijk, vervolgens werd niet meer verloren en Nederland zou groepswinnaar worden en zich plaatsen voor de laatste vier.
In het eindtournooi van de Nations League in Portugal won Nederland de halve finale na verlenging tegen Engeland met 3-1. In de finale van deze eerste Nations League werd met 1-0 verloren van Portugal.

In de kwalificatiereeks voor het EK2020 kwalificeerde Nederland onder Ronald Koeman voor het EK2020 met 6 overwinningen, 1 gelijkspel en 1 verlieswedstrijd, thuis tegen Duitsland.

Op 19 augustus 2020 werd bekend dat hij vertrekt als bondscoach van het Nederlands elftal. Assistent Dwight Lodeweges volgde hem ad interim op. Door dit vertrek kon hij het uitgestelde EK van 2020 niet meer spelen. Hiermee is hij de zoveelste bondscoach die na de kwalificatie voor een eindtoernooi het eindtoernooi zelf niet speelde met het Nederlands Elftal. Dit EK werd overgenomen door Frank de Boer.

In zijn eerste jaar bij het Nederlands elftal liet Koeman elf spelers debuteren: Hateboer, Weghorst, Til, Kluivert, Vormer, de Jong, Dumfries, Bergwijn, Danjuma Groeneveld, Rosario en Dilrosun. 
| Interlands Nederland onder leiding van Ronald Koeman | Interlands Nederland onder leiding van Ronald Koeman | Interlands Nederland onder leiding van Ronald Koeman | Interlands Nederland onder leiding van Ronald Koeman | Interlands Nederland onder leiding van Ronald Koeman |
| ---------------------------------------------------- | ---------------------------------------------------- | ---------------------------------------------------- | ---------------------------------------------------- | ---------------------------------------------------- |
|                                                      |                                                      |                                                      |                                                      |                                                      |
| №                                                    | Datum                                                | Wedstrijd                                            | Uitslag                                              | Competitie                                           |
| 1                                                    | 23 maart 2018                                        | Nederland – Engeland                                 | 0 – 1                                                | Oefeninterland                                       |
| 2                                                    | 26 maart 2018                                        | Portugal – Nederland                                 | 0 – 3                                                | Oefeninterland                                       |
| 3                                                    | 31 mei 2018                                          | Slowakije – Nederland                                | 1 – 1                                                | Oefeninterland                                       |
| 4                                                    | 4 juni 2018                                          | Italië – Nederland                                   | 1 – 1                                                | Oefeninterland                                       |
| 5                                                    | 6 september 2018                                     | Nederland – Peru                                     | 2 – 1                                                | Oefeninterland                                       |
| 6                                                    | 9 september 2018                                     | Frankrijk – Nederland                                | 2 – 1                                                | UEFA Nations League 2018/19                          |
| 7                                                    | 13 oktober 2018                                      | Nederland – Duitsland                                | 3 – 0                                                | UEFA Nations League 2018/19                          |
| 8                                                    | 16 oktober 2018                                      | België – Nederland                                   | 1 – 1                                                | Oefeninterland                                       |
| 9                                                    | 16 november 2018                                     | Nederland – Frankrijk                                | 2 – 0                                                | UEFA Nations League 2018/19                          |
| 10                                                   | 19 november 2018                                     | Duitsland – Nederland                                | 2 – 2                                                | UEFA Nations League 2018/19                          |
| 11                                                   | 21 maart 2019                                        | Nederland – Wit-Rusland                              | 4 – 0                                                | Kwalificatie EK 2020                                 |
| 12                                                   | 24 maart 2019                                        | Nederland – Duitsland                                | 2 – 3                                                | Kwalificatie EK 2020                                 |
| 13                                                   | 6 juni 2019                                          | Nederland – Engeland                                 | 3 – 1 n.v.                                           | UEFA Nations League 2018/19                          |
| 14                                                   | 9 juni 2019                                          | Portugal - Nederland                                 | 1 – 0                                                | Finale UEFA Nations League 2018/19                   |
| 15                                                   | 6 september 2019                                     | Duitsland - Nederland                                | 2 – 4                                                | Kwalificatie EK 2020                                 |
| 16                                                   | 9 september 2019                                     | Estland - Nederland                                  | 0 – 4                                                | Kwalificatie EK 2020                                 |
| 17                                                   | 10 oktober 2019                                      | Nederland – Noord-Ierland                            | 3 – 1                                                | Kwalificatie EK 2020                                 |
| 18                                                   | 13 oktober 2019                                      | Wit-Rusland - Nederland                              | 1 - 2                                                | Kwalificatie EK 2020                                 |
| 19                                                   | 16 november 2019                                     | Noord-Ierland - Nederland                            | 0 – 0                                                | Kwalificatie EK 2020                                 |
| 20                                                   | 19 november 2019                                     | Nederland – Estland                                  | 5 – 0                                                | Kwalificatie EK 2020                                 |

### FC Barcelona
Op 19 augustus 2020 werd bekend dat Koeman voor twee jaar tekende bij FC Barcelona. Hij begon op een moment dat Barcelona in een moeilijke periode zat. De 8–2 nederlaag die FC Barcelona kort voor zijn komst leed in de UEFA Champions League tegen Bayern München, had aangetoond dat het team zou moeten vernieuwen. Koeman voerde deze vernieuwing inderdaad door, wat in eerste instantie tot wisselvallige prestaties leidde. Na de winterstop vertoonden de prestaties van het elftal een stijgende lijn. Koeman hield vast aan zijn koers en won de Copa del Rey. In de Primera División werd de derde plaats behaald en in de achtste finales van de UEFA Champions League bleek Paris Saint-Germain te sterk. In zijn tweede seizoen als trainer van FC Barcelona kreeg Koeman gelijk te maken met het vertrek van sterspeler Lionel Messi. Op 5 augustus 2021 maakte FC Barcelona bekend dat het Messi geen nieuw contract kon aanbieden, nadat zijn contract op 30 juni van datzelfde jaar afliep. De club had zóveel schulden opgebouwd dat het niet mogelijk bleek om Messi opnieuw in te schrijven bij de Spaanse voetbalbond. Koeman voerde, gedwongen door vertrokken spelers en veel blessures, verjonging door in het team. Echter lieten de resultaten te wensen over. Op 27 oktober 2021 zat Ronald Koeman voor het laatst op de bank bij FC Barcelona, tijdens de uitwedstrijd in Madrid tegen Rayo Vallecano. De wedstrijd, die met 1–0 werd verloren, bleek de druppel voor het bestuur van de club die Koeman na de wedstrijd ontsloeg wegens de tegenvallende resultaten.

### Nederlands elftal, tweede termijn
Na zijn vertrek bij Barcelona en het aangekondigde afscheid van Louis van Gaal als bondscoach na afloop van het WK Voetbal in Qatar, voerde Koeman gesprekken met de KNVB om terug te keren als bondscoach. Op 6 april 2022 werd bekend dat Koeman per 1 januari 2023 terug zou keren als bondscoach van het Nederlands elftal en een contract tekende tot en met het WK van 2026. In het eerste jaar van Koemans tweede termijn eindigde Oranje als vierde in de finaleronde van de UEFA Nations League in eigen land en plaatste het zich voor het EK 2024 in Duitsland. Nederland overleefde op het eindtoernooi een groep met Polen, Frankrijk en Oostenrijk en schakelde vervolgens Roemenië en Turkije uit, voordat het in de halve finales met 2–1 verloor van Engeland.
| Interlands Nederland onder leiding van Ronald Koeman (tweede termijn) | Interlands Nederland onder leiding van Ronald Koeman (tweede termijn) | Interlands Nederland onder leiding van Ronald Koeman (tweede termijn) | Interlands Nederland onder leiding van Ronald Koeman (tweede termijn) | Interlands Nederland onder leiding van Ronald Koeman (tweede termijn) |
| --------------------------------------------------------------------- | --------------------------------------------------------------------- | --------------------------------------------------------------------- | --------------------------------------------------------------------- | --------------------------------------------------------------------- |
|                                                                       |                                                                       |                                                                       |                                                                       |                                                                       |
| №                                                                     | Datum                                                                 | Wedstrijd                                                             | Uitslag                                                               | Competitie                                                            |
| 1                                                                     | 24 maart 2023                                                         | Frankrijk – Nederland                                                 | 4 – 0                                                                 | Kwalificatie EK 2024                                                  |
| 2                                                                     | 27 maart 2023                                                         | Nederland – Gibraltar                                                 | 3 – 0                                                                 | Kwalificatie EK 2024                                                  |
| 3                                                                     | 14 juni 2023                                                          | Nederland – Kroatië                                                   | 2 – 4 n.v.                                                            | UEFA Nations League 2022/23                                           |
| 4                                                                     | 18 juni 2023                                                          | Nederland – Italië                                                    | 2 – 3                                                                 | UEFA Nations League 2022/23                                           |
| 5                                                                     | 7 september 2023                                                      | Nederland – Griekenland                                               | 3 – 0                                                                 | Kwalificatie EK 2024                                                  |
| 6                                                                     | 10 september 2023                                                     | Ierland – Nederland                                                   | 1 – 2                                                                 | Kwalificatie EK 2024                                                  |
| 7                                                                     | 13 oktober 2023                                                       | Nederland – Frankrijk                                                 | 1 – 2                                                                 | Kwalificatie EK 2024                                                  |
| 8                                                                     | 16 oktober 2023                                                       | Griekenland – Nederland                                               | 0 – 1                                                                 | Kwalificatie EK 2024                                                  |
| 9                                                                     | 18 november 2023                                                      | Nederland – Ierland                                                   | 1 – 0                                                                 | Kwalificatie EK 2024                                                  |
| 10                                                                    | 21 november 2023                                                      | Gibraltar – Nederland                                                 | 0 – 6                                                                 | Kwalificatie EK 2024                                                  |
| 11                                                                    | 22 maart 2024                                                         | Nederland – Schotland                                                 | 4 – 0                                                                 | Oefeninterland                                                        |
| 12                                                                    | 26 maart 2024                                                         | Duitsland – Nederland                                                 | 2 – 1                                                                 | Oefeninterland                                                        |
| 12                                                                    | 6 juni 2024                                                           | Nederland – Canada                                                    | 4 – 0                                                                 | Oefeninterland                                                        |
| 13                                                                    | 10 juni 2024                                                          | Nederland – IJsland                                                   | 4 – 0                                                                 | Oefeninterland                                                        |
| 14                                                                    | 16 juni 2024                                                          | Polen – Nederland                                                     | 1 – 2                                                                 | EK 2024                                                               |
| 15                                                                    | 21 juni 2024                                                          | Nederland – Frankrijk                                                 | 0 – 0                                                                 | EK 2024                                                               |
| 16                                                                    | 25 juni 2024                                                          | Nederland – Oostenrijk                                                | 2 – 3                                                                 | EK 2024                                                               |
| 17                                                                    | 2 juli 2024                                                           | Roemenië – Nederland                                                  | 0 – 3                                                                 | EK 2024                                                               |
| 17                                                                    | 6 juli 2024                                                           | Nederland – Turkije                                                   | 2 – 1                                                                 | EK 2024                                                               |
| 18                                                                    | 10 juli 2024                                                          | Nederland – Engeland                                                  | 1 – 2                                                                 | EK 2024                                                               |
| 19                                                                    | 7 september 2024                                                      | Nederland – Bosnië en Herzegovina                                     | 5 – 2                                                                 | UEFA Nations League 2024/25                                           |
| 20                                                                    | 10 september 2024                                                     | Nederland – Duitsland                                                 | 2 – 2                                                                 | UEFA Nations League 2024/25                                           |
| 21                                                                    | 11 oktober 2024                                                       | Hongarije – Nederland                                                 | 1 – 1                                                                 | UEFA Nations League 2024/25                                           |
| 22                                                                    | 14 oktober 2024                                                       | Duitsland – Nederland                                                 | 1 – 0                                                                 | UEFA Nations League 2024/25                                           |
| 23                                                                    | 16 november 2024                                                      | Nederland – Hongarije                                                 | 4 – 0                                                                 | UEFA Nations League 2024/25                                           |
| 24                                                                    | 19 november 2024                                                      | Bosnië en Herzegovina – Nederland                                     | 1 – 1                                                                 | UEFA Nations League 2024/25                                           |
| 25                                                                    | 20 maart 2025                                                         | Nederland – Spanje                                                    | 2 – 2                                                                 | UEFA Nations League 2024/25                                           |
| 26                                                                    | 23 maart 2025                                                         | Spanje – Nederland                                                    | 3 – 3 (5 – 4 n.s.)                                                    | UEFA Nations League 2024/25                                           |
| 27                                                                    | 7 juni 2025                                                           | Finland – Nederland                                                   | 0 – 2                                                                 | WK 2026 kwalificatie                                                  |
| 28                                                                    | 10 juni 2025                                                          | Nederland – Malta                                                     | 8 – 0                                                                 | WK 2026 kwalificatie                                                  |

### Erelijst als trainer
Ajax
- Eredivisie: 2001/02, 2003/04
- KNVB beker: 2001/02
- Johan Cruijff Schaal: 2002

 Benfica
- Supertaça Cândido de Oliveira: 2005

 PSV
- Eredivisie: 2006/07

 Valencia
- Copa del Rey: 2007/08

 AZ
- Johan Cruijff Schaal: 2009

 FC Barcelona
- Copa del Rey: 2020/21

Individueel als trainer
- Rinus Michels Award: 2011/12
- Premier League Manager van de Maand: september 2014, januari 2015, januari 2016
- Eredivisie Oeuvre Award: 2024/25

## Nevencarrière

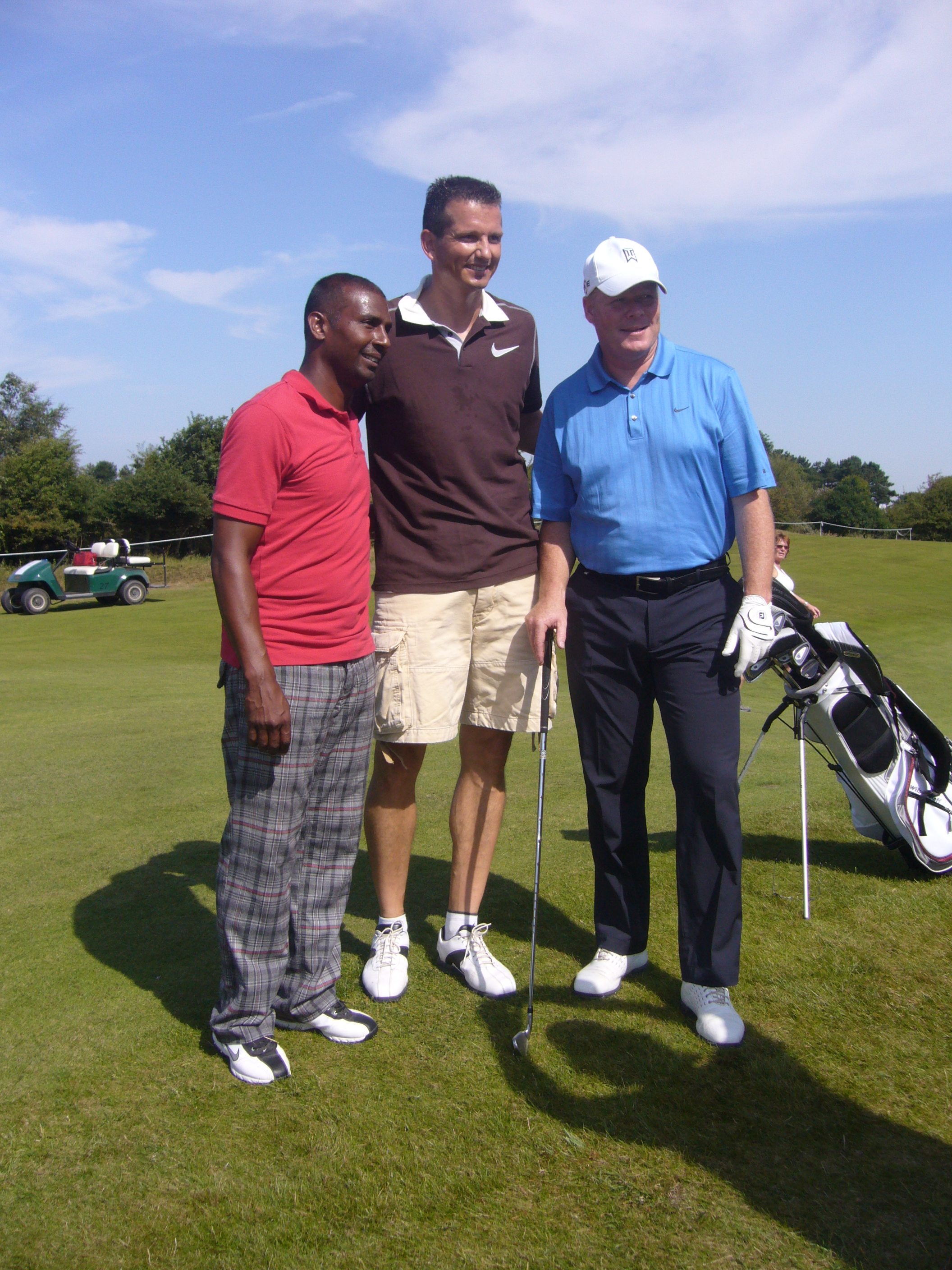
Koeman op de golfbaan met Aron Winter en Richard Krajicek.

### Analist
Naast het trainerschap is Koeman ook actief als voetbalanalist. Zo is hij sinds 2008 geregeld te zien tijdens Champions League-wedstrijden bij onder andere de NOS en Sky Sports. Ook schoof hij al eerder aan bij voetbalpraatprogramma Studio Voetbal, eveneens van de NOS.

## Trivia
- In 2001 werd berekend dat Koeman de meest productieve verdediger aller tijden was, met 193 competitietreffers in 533 wedstrijden.[1]
- Een uitspraak van Ronald Koeman, begin 1986, toen hij bij Ajax speelde: "We kunnen zelfs het doelsaldo-record van 1966/1967, 122 doelpunten vóór en 34 doelpunten tegen, verbeteren. Dat is op zich allemaal wel leuk, maar je koopt er weinig voor als je geen kampioen wordt." Ajax eindigde dat seizoen 1985/86, ondanks een doelsaldo van +85 met 120 doelpunten vóór en 35 doelpunten tegen, slechts als 2de achter PSV.
- Als trainer haalde hij drie keer de kwartfinale van de Champions League: in 2003 met Ajax, 2006 met Benfica en 2007 met PSV.
- Ronald Koeman en Ruud Geels zijn de enige voetballers die voor zowel Ajax, PSV als Feyenoord hebben gespeeld.
- Ronald Koeman is de enige die bij zowel Ajax, Feyenoord als PSV actief was als voetballer, maar ook als trainer.
- Door zijn harde vrije trappen kreeg hij in Nederland de bijnamen Het Schot en Het Kanon.
- In zijn Spaanse periode bij Barcelona had hij vanwege zijn blonde haar de bijnaam Floquet de Neu (Sneeuwvlokje naar de gelijknamige gorilla)[42] en Tintín (de Spaanse naam van de stripheld Kuifje).[43]
- Een fictieve versie van Ronald Koeman speelt verschillende rollen in Mindere goden, een literaire verhalenbundel van Team Edgar, die in juni 2018 is uitgekomen bij uitgeverij Nijgh & Van Ditmar[44]
- Ronald Koeman was de jongste speler in de historie van de Eredivisie die als minderjarige een strafschop wist te benutten (17 jaar en 352 dagen oud, namens FC Groningen in maart 1981).[45] Op 7 december 2019 werd hij ingehaald door Mohammed Ihattaren (17 jaar en 298 dagen) die namens PSV een strafschop wist te benutten tegen Fortuna Sittard.